# 行列表示
量子力学において、行列表示（ぎょうれつひょうじ）とは、演算子を行列、状態ベクトルを縦ベクトルとして計算する方法である。
実際に計算機を用いて計算を行う場合は、微積分などの演算子を使う形式よりも行列表示の方が扱いやすい。

## 演算子の行列要素
任意の完全正規直交系{\displaystyle \left\{|1\rangle ,\dotsc ,|m\rangle ,\dotsc ,|n\rangle ,\dotsc \right\}}をひとつ選ぶと、これを用いて演算子と状態ベクトルは以下のように展開できる。
{\displaystyle {\begin{aligned}{\hat {A}}&={\hat {1}}{\hat {A}}{\hat {1}}=\sum _{m,n}|m\rangle \langle m|{\hat {A}}|n\rangle \langle n|=\sum _{m,n}|m\rangle A_{mn}\langle n|\\|\psi \rangle &={\hat {1}}|\psi \rangle =\sum _{n}|n\rangle \langle n|\psi \rangle =\sum _{n}\psi _{n}|n\rangle \end{aligned}}}
この{\displaystyle \langle m|{\hat {A}}|n\rangle \ =A_{mn}\ }を「演算子{\displaystyle {\hat {A}}\ }の行列要素」と呼ぶ。

## 行列表示での計算
このように行列表示をすれば、「状態ベクトル{\displaystyle |\psi \rangle }に演算子{\displaystyle {\hat {A}}\ }を作用して、新たな状態ベクトル{\displaystyle |\psi '\rangle }を得た」
{\displaystyle {\hat {A}}|\psi \rangle =|\psi '\rangle }
ということは、「行列{\displaystyle (A_{mn})}と縦ベクトル{\displaystyle (\psi _{n})}のかけ算で、新たな縦ベクトル{\displaystyle (\psi '_{n})}を得た」
{\displaystyle \sum _{n}\ A_{mn}\psi _{n}=\psi '_{m}}
あるいは
{\displaystyle {\begin{pmatrix}A_{11}&A_{12}&\cdots &&\\A_{21}&\ddots &&&\\\vdots &&A_{mn}&&\vdots \\&&&\ddots &\\&&\cdots &&\\\end{pmatrix}}{\begin{pmatrix}\ \psi _{1}\\\ \vdots \\\ \psi _{n}\\\ \vdots \\\end{pmatrix}}={\begin{pmatrix}\ \psi '_{1}\\\ \vdots \\\ \psi '_{m}\\\ \vdots \\\end{pmatrix}}}
と表現できる。